# Lista över öar i Estland

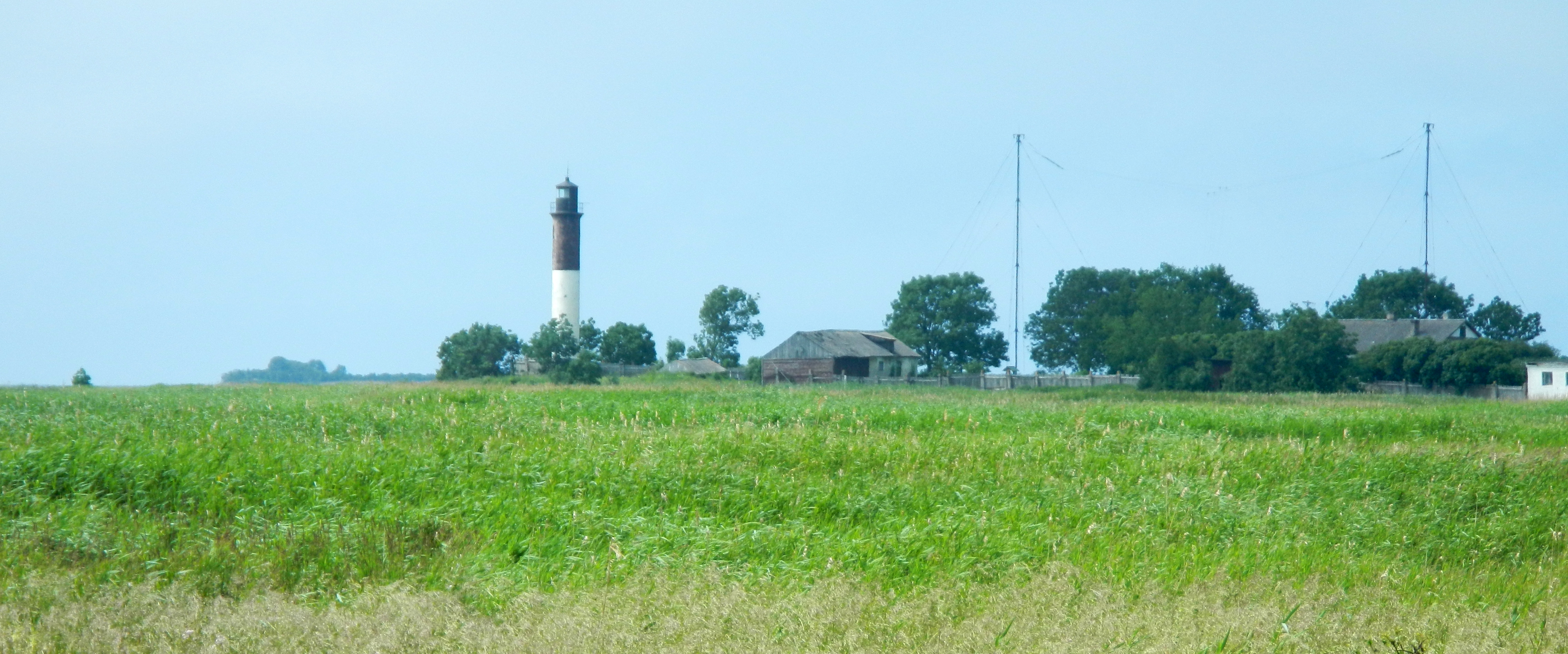
Kübassaare fyrtorn på Ösel, Estlands största ö

Detta är en ofullständig lista över öar i Estland. Det finns totalt 2 355 öar.

## Största öarna
| #   | Namn      | Area (km2) | Läge                     |
| --- | --------- | ---------- | ------------------------ |
| 1.  | Ösel      | 2 671      | Estlands västra skärgård |
| 2.  | Dagö      | 989        | Estlands västra skärgård |
| 3.  | Moon      | 198        | Estlands västra skärgård |
| 4.  | Ormsö     | 93         | Estlands västra skärgård |
| 5.  | Kassari1) | 19.3       | Estlands västra skärgård |
| 6.  | Nargö     | 18.6       | Finska viken             |
| 7.  | Kynö      | 16.4       | Rigabukten               |
| 8.  | Österö    | 12.9       | Finska viken             |
| 9.  | Västerö   | 11.6       | Finska viken             |
| 10. | Runö      | 11.4       | Rigabukten               |

1) Kassari anses ibland vara en del av Dagö.